# 長新太
長 新太（ちょう しんた、本名: 鈴木 揫治、1927年9月24日 - 2005年6月25日）は、日本の漫画家、絵本作家、エッセイスト。
漫画作品のほか、「ユーモラスな展開と不条理な筋立て」による「絵本」と称される数多くの絵本や児童文学の挿絵を描き、「ナンセンスの神様」の異名をとった。エッセイなどの分野でも活動した。

## 経歴
東京府荏原郡羽田町（のちの東京都大田区）に生まれる。蒲田育ち。戦時中は陸軍少年飛行兵学校を受験したが体重が足りなかったために不合格となる。東京市立蒲田工業学校（現在の東京都立一橋高等学校）卒。蒲田が空襲の被害を受けたため横浜市に移り、ここで敗戦を迎える。映画が好きだったため映画館の看板屋で3年ほど働いた。 
1948年12月、東京日日新聞（東日）の漫画コンクール「初笑い東京日日新聞漫画祭り」に応募した、ロングスカートを題材にした4コマ漫画作品『ロング狂』が翌年に二等入選し、東日から連載の寄稿を依頼される。その第1回の時点で、本人に無断でペンネームが「長新太」と名づけられた。名付け親は定かではない（東日の編集局長だった狩野近雄という説がある）が、「ロングスカート」より「長」、新人の「新」、図太く行けとの願いを込めて「太」としたものであるという。これを機にして1949年、東日に嘱託として入社。同じフロアの毎日新聞編集局には横山隆一、横山泰三、那須良輔のデスクがあり、ビルのあった有楽町周辺には同様に漫画家がひしめいていた。長は小島功ら若手漫画家と交流を深めた。
1955年、東日の休刊と法人解散に合わせ、小島率いる独立漫画派に入会した。独立漫画派の井上洋介、久里洋二とともに一コマ漫画の可能性を探るうち、イラストレーションや絵本の仕事に「横すべり」していった。1958年、「がんばれ、さるのさらんくん」（文：中川正文）で絵本作家としてデビュー。
2000年ごろから癌のために入退院を繰り返した。2005年6月25日、中咽頭癌のため東京都渋谷区の病院で死去。享年78歳、満77歳没。
オマルのコレクターとしても知られ、著書『ブリキのオマルにまたがりて』（話の特集、のち、河出書房新社から再刊）も刊行した。

### 受賞・叙勲歴
- 1959年 第5回文藝春秋漫画賞（『おしゃべりなたまごやき』 文・寺村輝夫）[1][2][3]
- 1960年 イタリア国際漫画サロン国際漫画賞
- 1969年 東京イラストレイターズクラブ賞（『よるわたしのおともだち』）
- 1974年 国際アンデルセン賞優良作品（『おしゃべりなたまごやき』）[3]
- 1977年 講談社出版文化賞絵本賞（『はるですよふくろうおばさん』）[1]
- 1978年 厚生省児童福祉文化奨励賞（『ぼくのくれよん』）
- 1981年 絵本にっぽん大賞（『キャベツくん』）[3]
- 1984年 小学館絵画賞（『ぞうのたまごのたまごやき』）
- 1986年 絵本にっぽん大賞（『さかさまライオン』 文・内田麟太郎）
- 1987年 巖谷小波文芸賞
- 1990年 路傍の石幼少年文学賞（『トリとボク』『ヘンテコどうぶつ日記』）、絵本にっぽん大賞（『ふゆめがっしょうだん』 写真・冨成忠夫、茂木透）
- 1994年 産経児童出版文化賞美術賞（『おはなし広場 こんなことってあるかしら』）[1]、紫綬褒章[2]
- 1999年 日本絵本賞（『ゴムあたまポンたろう』）[2]
- 2005年 日本絵本賞大賞（『ないた』 文・中川ひろたか）

## 主要作品

### 絵本
- 『ぼくのくれよん』（講談社）
- 『ごろごろにゃーん』（福音館書店）
- 『ちへいせんのみえるところ』（ビリケン出版）
- 『ぴかくんめをまわす』（福音館書店）
- 『タコのバス』（福音館書店）
- 『ムニャムニャゆきのバス』（ほるぷ出版）
- 『つみつみニャー』（あかね書房）
- 『ちょびひげらいおん』（あかね書房）
- 『みみずのオッサン』（童心社）
- 『こんにちは! へんてこライオン』（小学館）
- 『ヘンテコどうぶつ日記』（理論社）
- 『よくばり たーこ』（福音館書店）
- 『へんな おにぎり』（福音館書店）
- 『ほいほいさん』（ひかりのくに）[7]
- 『キャベツくんとぶたやまさん』（文研出版）

### マンガ
- 『マンガ・どうわ なんじゃもんじゃ博士』（『母の友』1974年4月号 - 1976年3月号）、のち福音館書店
- 『マンガどうわ なんじゃもんじゃ博士 ハラハラ編』（福音館書店）
- 『マンガどうわ なんじゃもんじゃ博士 ドキドキ編』（福音館書店）
- 「マンガ・怪人シリーズ」 - エッセイ集『海のビー玉』に1から11まで収録。

### 挿絵
- 『おしゃべりなたまごやき』（寺村輝夫、福音館書店）
- 『山のむこうは青い海だった』（今江祥智、理論社）
- 『ぞうをだいた女の子』 (落合恵子、理論社)
- 『へんですねえ へんですねえ』（今江祥智、ベトナムの子供を支援する会）
- 「ぼんぼん」4部作（今江祥智、理論社）
- 『うみのしまうま』（山下明生、実業之日本社）
- 『きもち』(福音館書店)
- 『いたずらラッコのロッコ』（神沢利子、あかね書房)
- 『こねこちゃんは どこへ』（神沢利子、架空社）
- 『かいぞくオネション』（山下明生、あかね書房）
- 『海のメダカ』（皿海達哉、偕成社）
- 『ぬい針だんなとまち針おくさん』（土橋悦子、福音館書店）
- 『子どもの詩集 たいようのおなら』（灰谷健次郎編、のら書店）
- 『ボンボンものがたり チビの一生』（永井明、理論社）[8]
- 『デブの国ノッポの国』（アンドレ・モーロワ 作、辻昶 訳、集英社）[9]など。

### エッセイほか
- 『海のビー玉』（平凡社ライブラリー）
- 『長新太のチチンプイプイ旅行』（平凡社）
- 『ユーモアの発見』（岩波ジュニア新書）
- 『ブリキのオマルにまたがりて』（話の特集）、のち再刊（河出書房新社）

など

### 注
1. ↑  しゅうじの「しゅう」は「秋」の下に「手」。